# Aeroplan
Aeroplan ist ein Kundenbindungsprogramm. Es gehört dem kanadischen Unternehmen Aimia mit Firmensitz in Montreal.
Das Unternehmen betreibt als Dienstleister ein Kundenbindungsprogramm. Das Programm wurde anfangs vom kanadischen Unternehmen Air Canada im Juli 1984 gestartet. Geleitet wird das Unternehmen von Rupert Duchesne. An diesem Programm sind ca. 5 Millionen Mitglieder registriert. Mit den Aeroplan karten kann man auch in kooperierenden Geschäften Statuspunkte Sammeln oder einlösen. Darunter bei Esso, Home Hardware, Sobeys, Thrifty Foods und anderen. Aeroplan wird auch von Air Creebec, Canadian North, Calm Air, und First Air akzeptiert. Viele Aeroplan Mitglieder sammeln Statuspunkte mit den Kreditkarten. Kreditkarten wurden anfänglich herausgegeben von CIBC und Diners Club/enRoute. Später wurden diese von der AMEX Bank of Canada und VISA ausgegeben, als Diners Club aus dem Programm ausgestiegen ist. Im Jahr 2009 wurden über 2,1 Millionen Prämien ausgeschüttet, darunter mehr als 1,5 Millionen Flüge, mit Air Canada und Star Alliance Partnern, für über 1000 Destinationen weltweit. Das Unternehmen ist in mehreren Ländern vertreten u. a. in Großbritannien, Chile, Katar und Italien.

## Geschichte
1984 wurde das Programm von Air Canada eingeführt und stand bis 2002 unter deren vollständiger Kontrolle. 2002 erfolgte eine Restrukturierung des Unternehmens, bei der Air Canada die Beteiligung am Unternehmen verringert hat. Im Juni 2005 verkaufte das Unternehmen ACE Aviation Hold 12,5 % seiner Beteiligung. Am 20. Dezember 2007 Aeroplan Income Fund übernahm die Loyality Management Group, die für die Nectar loyalty card im Vereinigten Königreich zuständig ist. 2008 verkaufte Air Canada die restliche Beteiligung am Unternehmen. Im Juni 2008 erfolgte der Börsengang und die Umbenennung in Groupe Aeroplan Inc.

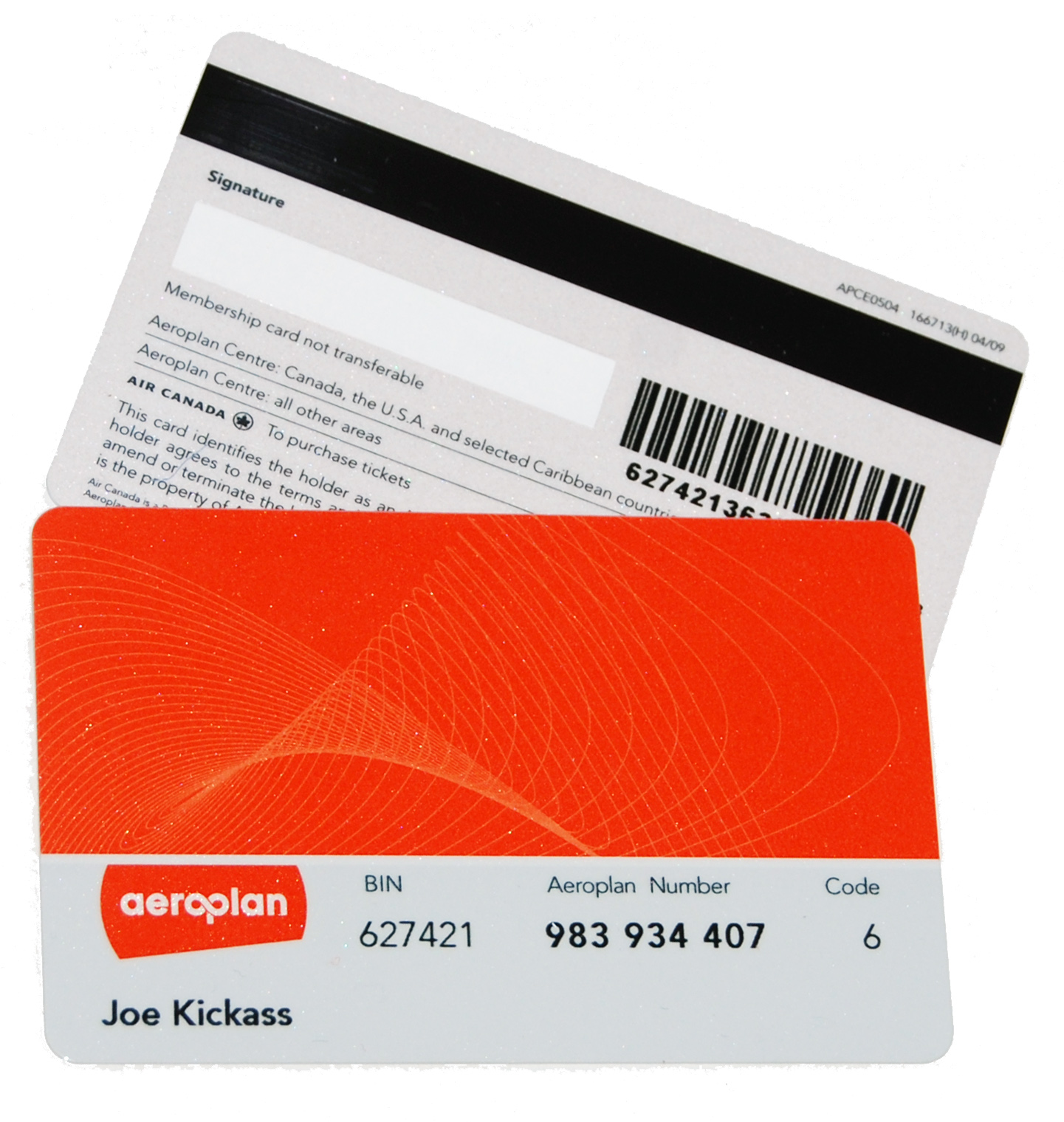
Aktuelle Aeroplan-Karten

## Kategorien
Aeroplan unterscheidet seine Mitglieder nach vier Stufen:
- Diamond
- Black
- Silver

## Statuspunkte
Für Flugreisen mit Air Canada innerhalb Kanadas und zwischen Kanada und den Vereinigten Staaten (inklusive Hawaii) 25 % pro Meile erhält man in der Tango Class (buchungsklasse). 100 % in der Tango Plus und Executive Class (lowest), sowie 150 % für die Executive Class Flexible.
Für Flugreisen außerhalb Kanadas und den Vereinigten Staaten gilt: 100% Meile in der Tango Plus-Buchungsklasse, 125 % in der Executive Class (Lowest) und 150 % erhält man in der Executive Class Flexible Buchungsklasse.
Des Weiteren erhält man bis zu einer Aeroplan Meilen, wenn man das Flugticket auf Aircanada.com bucht (gilt nur für Kanada und Vereinigte Staaten).

## Airline Partner

### Voll integrierte Partner
- Air Canada
- Air Canada Express

### Star Alliance Partner Airlines
- Air China
- All Nippon Airways (ANA)
- Asiana Airlines
- Austrian Airlines
- Brussels Airlines
- Egyptair
- LOT
- Lufthansa
- Air New Zealand
- Scandinavian Airlines System (SAS)
- Singapore Airlines
- South African Airways
- Swiss International Air Lines
- TAM Airlines
- TAP Portugal
- Thai Airways International
- Turkish Airlines
- United Airlines
- Continental Airlines
- Aegean Airlines